# Hermannsdorfer Wiesen
Die Hermannsdorfer Wiesen sind ein Naturschutzgebiet im Erzgebirge. Es hat eine Fläche von 185,00 ha und ist eines der ältesten seiner Art in Sachsen.

## Lage
Umgeben von Wäldern liegt das Naturschutzgebiet in einer Höhe von etwa 650 m ü. NN in einer breiten Hangmulde am Südrand des Geyerschen Waldes. Es erstreckt sich beiderseits der Staatsstraße 222 zwischen Elterlein und Geyer auf dem Gebiet des Elterleiner Ortsteils Hermannsdorf und reicht bis an den Schwarzen Teich, der Ende des 16. Jahrhunderts zusammen mit dem künstlichen Steingraben zum Betrieb eines Bergwerkes angelegt wurde.

## Geschichte
Die Hermannsdorfer Wiesen entstanden in ihrer heutigen Form insbesondere durch regelmäßige Mahd zur Heugewinnung. An mehreren Stellen wurde in geringem Umfang auch Torf abgebaut. Als die Notwendigkeit zur Heugewinnung im 20. Jahrhundert abnahm und der Rückgang der Bergwiesen einsetzte, wurde dieses Gebiet 1914 als eines der ersten vom Landesverein Sächsischer Heimatschutz zum Zweck seiner Erhaltung erworben. In seinen heutigen Grenzen existiert das Naturschutzgebiet seit einer Erweiterung im Jahr 2005.

## Bedeutung
Das Naturschutzgebiet zeichnet sich durch ein kleinräumiges Hydroregime (beschreibt den sich zyklisch ändernden Wasserhaushalt eines bestimmten Gebietes) aus. Dadurch begünstigt lässt sich eine Vielfalt verschiedener Lebensräume finden: verschiedene Waldgesellschaften, Ohr-Weiden-Gebüsche, offene Moore und Sümpfe unterschiedlichen Typs, Feuchtwiesen, Hochstaudenfluren, Bergwiesen und Borstgrasrasen. Die in diesen Lebensräumen existierende mannigfaltige Tier- und Pflanzenwelt beinhaltet eine Reihe seltener Arten mit den teils einzigen sächsischen Vorkommen.

## Flora
Beispiele erwähnenswerter, auf den Hermannsdorfer Wiesen vorkommender Pflanzenarten:
- Breitblättriges und Geflecktes Knabenkraut
- Sumpf-Sitter
- Zweiblättrige Waldhyazinthe
- Fettkraut
- Floh-Segge
- Sumpf-Läusekraut
- Arnika
- Firnisglänzendes Sichelmoos

## Fauna
Beispiele erwähnenswerter, auf den Hermannsdorfer Wiesen vorkommender Tierarten:
- Raufuß- und Sperlingskauz
- Braunkehlchen
- Bekassine
- Raubwürger
- Wachtelkönig
- Hochmoorgelbling
- Torf-Mosaikjungfer
- Arktische Smaragdlibelle